# حرف بزن (آلبوم لیندزی لوهان)
حرف بزن (به انگلیسی: Speak) نخستین آلبوم استودیویی از هنرپیشه و خواننده-ترانه‌پرداز آمریکایی لیندزی لوهان می‌باشد که در ۷ دسامبر سال ۲۰۰۴ از سوی کازابلانکا رکوردز منتشر گردید.